# ۱۳۷۴ (میلادی)
۱۳۷۴ (میلادی) هزار و سیصد و هفتاد و چهارمین سال تقویم میلادی است.
این تقویم تنظیم شده بر اساس تولد عیسی مسیح است.

## درگذشتگان
- ۱۹ ژوئیه – فرانچسکو پترارک، مترجم، نویسنده، شاعر، و فیلسوف ایتالیایی (ز. ۱۳۰۴)
- ۹ اکتبر – سلطان اویس جلایر، شاعر، موسیقی‌دان، نقاش و مشهورترین پادشاه جلایر (ایلکانی)